# Космос 596
Космос 596 е съветски спътник, изстрелян от космодрума Плисецк, СССР с цел заснемане от космоса на военните действия по време на „Войната от Йом Кипур“. Той се връща на Земята с касетата с филмова лента на 9 октомври 1973. Ден преди това е изстрелян Космос-597, със същата цел, но дава възможност за промяна на орбитата си. На 10 октомври е изстрелян и Космос-598, който осигурява и възможност за предаване на изображение в реално време посредством радиовръзка. Космос-597 се връща на земята на 12 октомври, а Космос-598 на 16 октомври. „Войната от Йом Кипур“ е основна задача и на Космос-599, 600, 602 и 603.